# Bandera de Schleswig-Holstein

3:5 Bandera civil de Schleswig-Holstein (1948-).

3:5 Bandera de servicio de Schleswig-Holstein (1948-).

La bandera de Schleswig-Holstein es una tricolor formada por tres franjas horizontales de colores azul, blanco y rojo. 
La bandera se instauró en 1843 y se prohibió en 1845. Se reintrodujo en 1867 tras la conquista prusiana de Schleswig-Holstein, para ser de nuevo abolida en 1935, durante el nazismo. Después de que el gobierno militar británico convirtiera Schleswig-Holstein en Bundesland, la bandera se izó por primera vez el 29 de agosto de 1946. Se convirtió formalmente en la bandera oficial del estado el 18 de enero de 1957. La tricolor sin escudo es la bandera civil, mientras que la versión con escudo de armas es utilizada por las autoridades gubernamentales (lo que en alemán se llama Landesdienstflagge, "bandera de servicio del estado").
La tricolor se había usado previamente cuando Schleswig-Holstein era una provincia prusiana (1868-1946).